# Xvid
Xvid (tidligere XviD) er et open-source forskningsprojekt, som fokuserer på videokomprimering.
Projektet har udviklet et codec, som muliggør komprimering og dekomprimering i rækkefølge ved samtidig at bibeholde en god kvalitet af mediet. Dette gør det nemmere for udgivere at distribuere et medie.